# Altanka
Altanka – wieś w Polsce położona w województwie mazowieckim, w powiecie sochaczewskim, w gminie Sochaczew. Ma status sołectwa.
W latach 1975–1998 miejscowość administracyjnie należała do województwa skierniewickiego.